# Dirona picta
Dirona picta är en snäckart som beskrevs av Frank Mace MacFarland 1905. Dirona picta ingår i släktet Dirona och familjen Dironidae. Inga underarter finns listade i Catalogue of Life.